# Justicia glauca
Justicia glauca är en akantusväxtart som beskrevs av Rottl.. Justicia glauca ingår i släktet Justicia och familjen akantusväxter. Inga underarter finns listade i Catalogue of Life.

## Bildgalleri

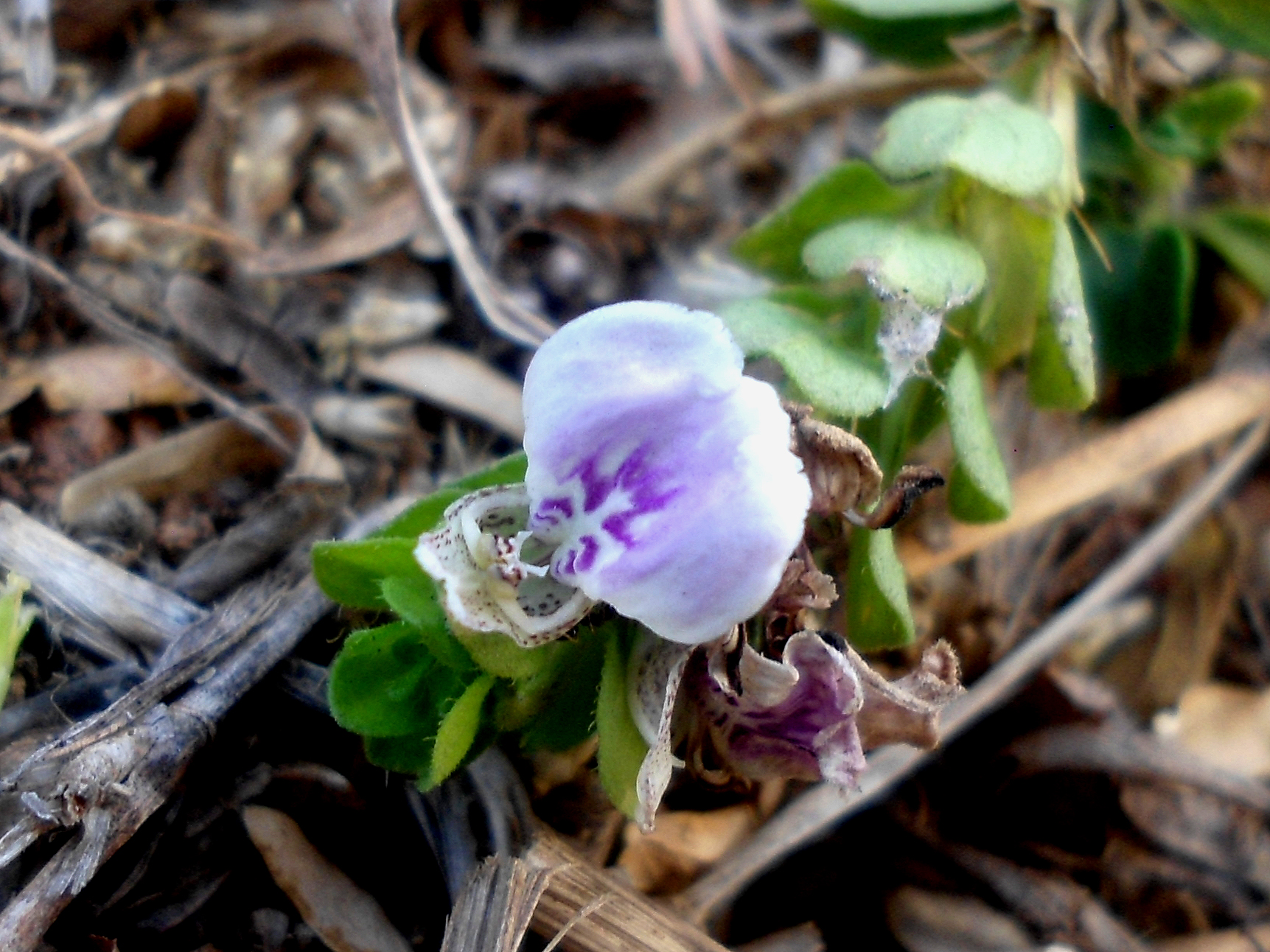
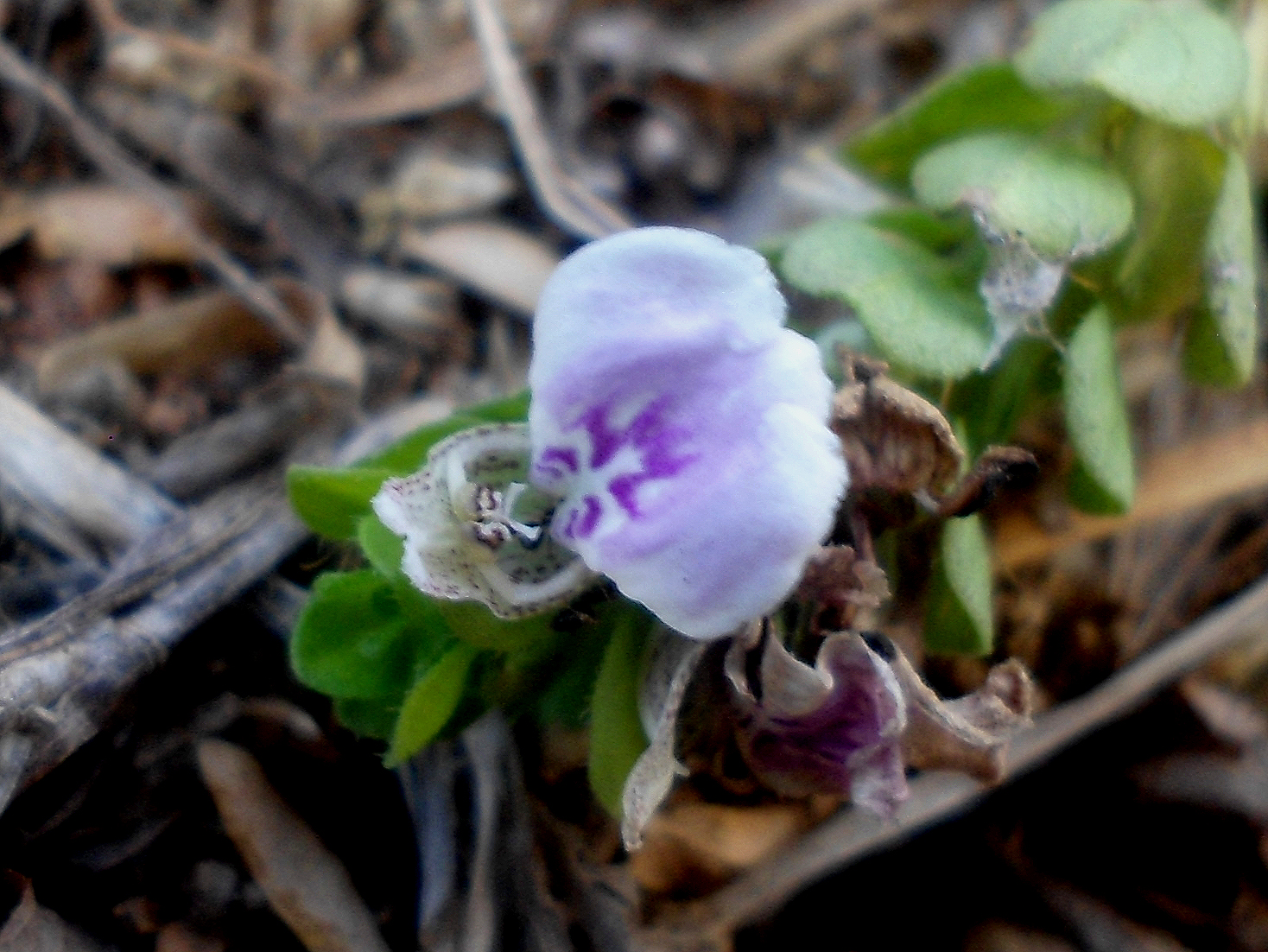
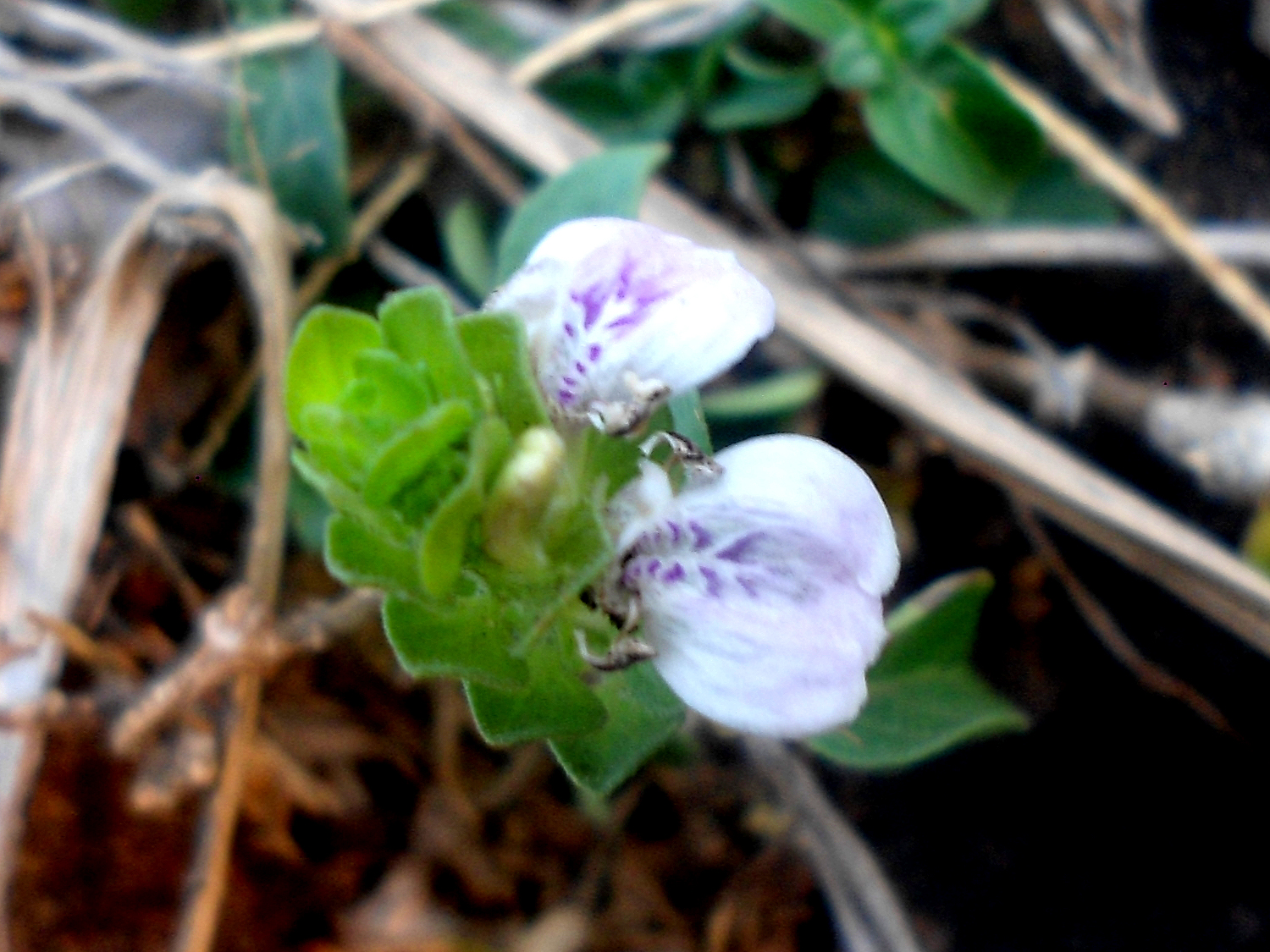
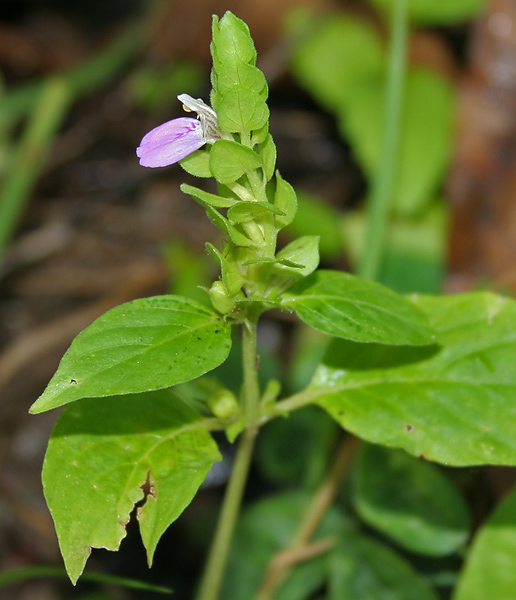
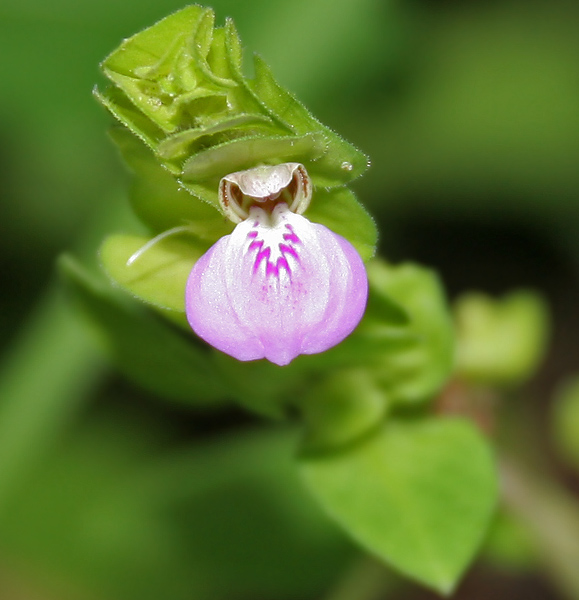
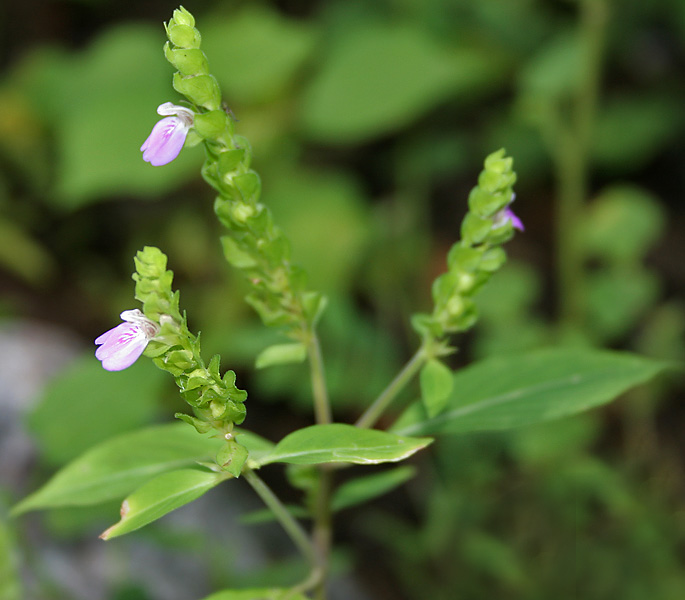